# Mykietyńce (rejon kosowski)
Mykietyńce (ukr. Микитинці) – wieś na Ukrainie, w obwodzie iwanofrankiwskim, w rejonie kosowskim.
W czasie okupacji niemieckiej ukraińska mieszkanka wsi Ołena Hryhoryszyn udzielała pomocy 12-letniej Żydówce Doni Rosen. W 1965 roku Instytut Jad Waszem uhonorował ją za to tytułem Sprawiedliwej wśród Narodów Świata.